# Twin Peaks: The Final Dossier
Twin Peaks: The Final Dossier är en roman av Mark Frost utgiven i oktober 2017, efter att TV-serien Twin Peaks tredje säsong avslutats.

## Bakgrund
Boken är en uppföljare till The Secret History of Twin Peaks som gavs ut ett år tidigare. Där den sistnämnda i huvudsak utgjorde en historisk redogörelse för orten Twin Peaks och dess invånare, berör Twin Peaks: The Final Dossier främst personer och händelser mellan åren 1991 och 2017, det vill säga både tiden mellan säsong 2 och säsong 3 men även en del händelser som utspelar sig under - och efter - säsong 3.

## Handling
FBI-agenten Tamara Preston, som var den agent som i den första boken fick i uppdrag att analysera inkommet material som relaterade till orten Twin Peaks och dess invånare, fortsätter i denna bok sin analys av personer och händelser i Twin Peaks. Redogörelsen beskriver bland annat vad som hände Annie Blackburne, Leo Johnson, Donna Hayward, Windom Earle m.fl. efter den andra säsongens avslutning år 1991.